# Centro Direzionale di Reggio Calabria
Das Centro Direzionale di Reggio Calabria (auch Palazzo Ce.Dir. oder einfacher Ce.Dir. genannt) ist ein moderner Palast in Reggio Calabria in der italienischen Region Kalabrien. Das Gebäude liegt in der Via Michele Barillaro im Viertel Spirito Santo am rechten Ufer des Calopinace-Baches, einige Meter entfernt von einer der Ausfahrten der Autobahntangente von Reggio Calabria. In dem Komplex sind Gerichts- und Verwaltungsbüros untergebracht.
Das Gebäude ist auch nur wenige Meter von der Baustelle des neuen Justizpalastes von Reggio Calabria entfernt, mit der es ideal durch einen mit Bäumen bestandenen Platz verbunden ist, der nach dem Stadtrat Giuliano Gaeta benannt ist.

## Beschreibung
Der Komplex des Centro Direzionale besteht aus vier voneinander unabhängigen Türmen, die außen so miteinander verbunden sind, dass man sie als einheitliches Element wahrnimmt, die sich aber im Inneren als einzelne Baukörper zeigen. Unterhalb des Komplexes gibt es Untergeschosse, die neben einem Parkhaus auch Rolltreppen und Autostraßen enthalten, sodass der Ostteil mit dem Westteil des Platzes, an dem das Gebäude steht, verbunden ist.

## Büros
In dem Komplex des Centro Direzionale sind u. a. folgende Büros untergebracht:
- Gerichtssäle für Zivil- und Strafsachen des Gerichtes von Reggio Calabria[2]
- URP (dt.: Büro für öffentliche Beziehungen) der Stadt Reggio Calabria[3]
- Provinzsitz des Zivilschutzes der Region Kalabrien[4]